# Jean-Marc Kraidy
Jean-Marc Kraidy est un basketteur franco-ivoirien né le 16 septembre 1976 au Plateau (Côte d'Ivoire). Il joue au poste d'ailier.

## Clubs
- 1989-1991 :  Africa Sport Abidjan
- 1991-1993 :  ASEC Mimosas Basket
- 1993-1998 :  ALM Évreux Basket (Pro A)
- 1998-1999 :  Paris Basket Racing (Pro A)
- 1999-2000 :  Montpellier Paillade Basket (prêt) (Pro A)
- 2000-2002 :  Paris Basket Racing (Pro A)
- 2002-2003 :
  -  ALM Évreux Basket (Pro B)
  -  Alimos (A2)
- 2003-2004 :  STB Le Havre (Pro A)
- 2004-2005 :
  -  Hérens Basket (LNA)
  -  Aix Maurienne Savoie Basket (Pro B)
  -  Eger-Fekete Sasok (A)
- 2005-2006 :
  -  Viola Reggio de Calabre (Lega A)
  -  Fabriano Basket (LegA Due)
- 2006-2007 :  Club Bàsquet Prat (Liga ACB)
- 2007-2008 :  USA Toulouges (NM1)
- 2008-2012 :  ESC Trappes SQ Yvelines (NM2)
- 2013-2014 :  Union Dax-Gamarde (NM2)
- 2014-2015 :  Aixe Basket (Régionale 1)
- 2015-2018 :  Limoges Saint-Antoine (NM3)
- Depuis 2019 :  AS Panazol Basket (NM3)